# Poa trivialis subsp. sylvicola
Poa trivialis subsp. sylvicola é uma subespécie de planta com flor pertencente à família Poaceae. 
A autoridade científica da subespécie é (Guss.) H.Lindb., tendo sido publicada em Oefversigt af Förhandlingar, Finska Vetenskaps-Societeten 48(13): 9. 1906.

## Portugal
Trata-se de uma subespécie presente no território português, nomeadamente em Portugal Continental.
Em termos de naturalidade é nativa da região atrás indicada.

## Protecção
Não se encontra protegida por legislação portuguesa ou da Comunidade Europeia.